# 山田裕章
山田 裕章（やまだ ひろあき、1947年または1948年 - ）は、日本の地方公務員。鹿児島県会計管理者、同企画部長、同副知事、同県信用保証協会長を歴任。瑞宝中綬章受章。

## 人物・経歴
鹿児島県庁入職、1998年 (平成10年) 4月 総務部学事文書課長、1999年4月 企画部企画調整課長、2001年4月 農政部次長、2003年4月 企画部次長 (中長期政策等担当)、2004年4月 富岡忠勝の後任として農政部長、2007年4月 同職を北薗幸夫と交代し会計管理者、2008年4月 同職を坂口眞理子と交代し篠原俊博の後任として企画部長、2009年4月 同職を六反省一と交代し仮屋基美の後任として副知事就任、2013年3月 布袋嘉之を後任として副知事を任期満了退任。
同年6月 仮屋の後任として鹿児島県信用保証協会会長就任。

## その他役職
- 鹿児島県環境整備公社理事長[8]

## 栄典
2018年11月 秋の叙勲で地方自治功労により瑞宝中綬章受章